# Зубов Максим Олександрович
Макси́м Олександрови́ч Зу́бов (* 1990) — український військовик; учасник російсько-української війни. Призер Ігор Нескорених-2023.

## З життєпису
Народився 1990 року в Росії, у Бєлгородській області. Проживав у місті Шостка. З дитинства мріяв про десантні війська, після закінчення університету відмовився від аспірантури. 2013 року пішов служити в ЗСУ за контрактом до 95-ї бригади.
Початок війни зустрів під Кримом, у Чонгарі Херсонської області. Потім воював на Донеччині, зокрема в Краматорську й Слов'янську. В червні 2014 року зазнав поранення під час звільнення Слов'янська — в обидві ноги, травмовані стопи. Це був штурм одного з блокпостів біля села Семенівка; військовиків колона була в оточенні. Потрапив у Київський військовий госпіталь. Проходив реабілітацію у Польщі. Після двох курсів реабілітації та лікування через рік повернувся у стрій.
Однак здоров'я не дозволяло Максимові повернутися на фронт, його перевели до навчального центру. Готував поповнення для Десантно-штурмових військ як інструктор. 2016 року вирішив повернутися до навчання та, звільнившись зі служби, закінчив Києво-Могилянську академію — за спеціальністю «публічне управління та адміністрування». 2019 року влаштувався до держслужби та встиг попрацювати в кількох міністерствах. У Мінрегіоні, зокрема, займався створенням безбар'єрного простору. Згодом в Мінветеранів його основним напрямком стала меморіальна робота — вшанування пам'яті загиблих захисників і захисниць.
На Іграх Нескорених-2023 в протистоянні за «золото» збірна України виграла у збірної Польщі — Володимир Товкис, Максим Зубов і Вадим Мазніченко оформили перемогу з рахунком 6:0, що й принесло їм чемпіонство.
За сина переживала мама Ольга Петрівна.